# Siyanda Xulu
Siyanda Xulu (Durban, 30 dicembre 1991) è un calciatore sudafricano, difensore svincolato della nazionale sudafricana.

## Caratteristiche tecniche
Nel 2010 è stato inserito nella lista dei migliori calciatori nati dopo il 1989 stilata da Don Balón.

## Carriera

### Club
Dopo aver giocato per diversi anni nel Mamelodi Sundowns (con complessive 72 presenze e 4 reti), nel 2012 viene acquistato dal Rostov, squadra militante nella massima serie russa.

### Nazionale
Il 15 giugno 2012 esordisce con la nazionale maggiore del suo Paese, in una partita amichevole vinta per 3-0 contro il Gabon.

## Statistiche

### Cronologia presenze e reti in nazionale
| Cronologia completa delle presenze e delle reti in nazionale ― Sudafrica | Cronologia completa delle presenze e delle reti in nazionale ― Sudafrica | Cronologia completa delle presenze e delle reti in nazionale ― Sudafrica | Cronologia completa delle presenze e delle reti in nazionale ― Sudafrica | Cronologia completa delle presenze e delle reti in nazionale ― Sudafrica | Cronologia completa delle presenze e delle reti in nazionale ― Sudafrica | Cronologia completa delle presenze e delle reti in nazionale ― Sudafrica | Cronologia completa delle presenze e delle reti in nazionale ― Sudafrica |
| Data                                                                     | Città                                                                    | In casa                                                                  | Risultato                                                                | Ospiti                                                                   | Competizione                                                             | Reti                                                                     | Note                                                                     |
| ------------------------------------------------------------------------ | ------------------------------------------------------------------------ | ------------------------------------------------------------------------ | ------------------------------------------------------------------------ | ------------------------------------------------------------------------ | ------------------------------------------------------------------------ | ------------------------------------------------------------------------ | ------------------------------------------------------------------------ |
| 15-6-2012                                                                | Nelspruit                                                                | Sudafrica                                                                | 3 – 0                                                                    | Gabon                                                                    | Amichevole                                                               | -                                                                        | 80’                                                                      |
| 11-10-2013                                                               | Marrakech                                                                | Marocco                                                                  | 1 – 1                                                                    | Sudafrica                                                                | Amichevole                                                               | -                                                                        |                                                                          |
| 19-11-2013                                                               | Johannesburg                                                             | Sudafrica                                                                | 1 – 0                                                                    | Spagna                                                                   | Amichevole                                                               | -                                                                        | 45’                                                                      |
| 5-3-2014                                                                 | Johannesburg                                                             | Sudafrica                                                                | 0 – 5                                                                    | Brasile                                                                  | Amichevole                                                               | -                                                                        | 20’                                                                      |
| 3-6-2018                                                                 | Polokwane                                                                | Sudafrica                                                                | 0 – 0 (3 – 4 dtr)                                                        | Madagascar                                                               | COSAFA Cup 2018 - Quarti di finale                                       | -                                                                        |                                                                          |
| 5-6-2018                                                                 | Polokwane                                                                | Sudafrica                                                                | 4 – 1                                                                    | Namibia                                                                  | COSAFA Cup 2018 - Semifinale 5º posto                                    | 1                                                                        |                                                                          |
| 8-6-2018                                                                 | Polokwane                                                                | Sudafrica                                                                | 3 – 0                                                                    | Botswana                                                                 | COSAFA Cup 2018 - Finale 5º posto                                        | -                                                                        |                                                                          |
| 25-3-2021                                                                | Johannesburg                                                             | Sudafrica                                                                | 1 – 1                                                                    | Ghana                                                                    | Qual. Coppa d'Africa 2021                                                | -                                                                        | 65’                                                                      |
| 28-3-2021                                                                | Omdurman                                                                 | Sudan                                                                    | 2 – 0                                                                    | Sudafrica                                                                | Qual. Coppa d'Africa 2021                                                | -                                                                        | 77’                                                                      |
| 3-9-2021                                                                 | Harare                                                                   | Zimbabwe                                                                 | 0 – 0                                                                    | Sudafrica                                                                | Qual. Mondiali 2022                                                      | -                                                                        |                                                                          |
| 6-9-2021                                                                 | Johannesburg                                                             | Sudafrica                                                                | 1 – 0                                                                    | Ghana                                                                    | Qual. Mondiali 2022                                                      | -                                                                        |                                                                          |
| 9-10-2021                                                                | Bahir Dar                                                                | Etiopia                                                                  | 1 – 3                                                                    | Sudafrica                                                                | Qual. Mondiali 2022                                                      | -                                                                        |                                                                          |
| 12-10-2021                                                               | Durban                                                                   | Sudafrica                                                                | 1 – 0                                                                    | Etiopia                                                                  | Qual. Mondiali 2022                                                      | -                                                                        |                                                                          |
| 14-11-2021                                                               | Kumasi                                                                   | Ghana                                                                    | 1 – 0                                                                    | Sudafrica                                                                | Qual. Mondiali 2022                                                      | -                                                                        | 63’                                                                      |
| 25-3-2022                                                                | Kortrijk                                                                 | Sudafrica                                                                | 0 – 0                                                                    | Guinea                                                                   | Amichevole                                                               | -                                                                        | 68’                                                                      |
| 29-3-2022                                                                | Villeneuve-d'Ascq                                                        | Francia                                                                  | 5 – 0                                                                    | Sudafrica                                                                | Amichevole                                                               | -                                                                        | 74’                                                                      |
| 24-9-2022                                                                | Johannesburg                                                             | Sudafrica                                                                | 4 – 0                                                                    | Sierra Leone                                                             | Amichevole                                                               | -                                                                        |                                                                          |
| 27-9-2022                                                                | Johannesburg                                                             | Sudafrica                                                                | 1 – 0                                                                    | Botswana                                                                 | Amichevole                                                               | -                                                                        |                                                                          |
| 20-11-2022                                                               | Durban                                                                   | Sudafrica                                                                | 1 – 1                                                                    | Angola                                                                   | Amichevole                                                               | -                                                                        | 46’                                                                      |
| 24-3-2023                                                                | Soweto                                                                   | Sudafrica                                                                | 2 – 2                                                                    | Liberia                                                                  | Qual. Coppa d'Africa 2023                                                | -                                                                        |                                                                          |
| 29-3-2023                                                                | Monrovia                                                                 | Liberia                                                                  | 1 – 2                                                                    | Sudafrica                                                                | Qual. Coppa d'Africa 2023                                                | -                                                                        |                                                                          |
| 17-6-2023                                                                | Durban                                                                   | Sudafrica                                                                | 2 – 1                                                                    | Marocco                                                                  | Qual. Coppa d'Africa 2023                                                | -                                                                        |                                                                          |
| 9-9-2023                                                                 | Soweto                                                                   | Sudafrica                                                                | 0 – 0                                                                    | Namibia                                                                  | Qual. Coppa d'Africa 2023                                                | -                                                                        | 46’                                                                      |
| 12-9-2023                                                                | Soweto                                                                   | Sudafrica                                                                | 1 – 0                                                                    | RD del Congo                                                             | Amichevole                                                               | -                                                                        | 57’                                                                      |
| 13-10-2023                                                               | Soweto                                                                   | Sudafrica                                                                | 0 – 0                                                                    | eSwatini                                                                 | Amichevole                                                               | -                                                                        | 63’                                                                      |
| 17-10-2023                                                               | Abidjan                                                                  | Costa d'Avorio                                                           | 1 – 1                                                                    | Sudafrica                                                                | Amichevole                                                               | -                                                                        |                                                                          |
| 18-11-2023                                                               | Durban                                                                   | Sudafrica                                                                | 2 – 1                                                                    | Benin                                                                    | Qual. Mondiali 2026                                                      | -                                                                        |                                                                          |
| 10-1-2024                                                                | Pretoria                                                                 | Sudafrica                                                                | 1 – 0                                                                    | Lesotho                                                                  | Amichevole                                                               | -                                                                        |                                                                          |
| 16-1-2024                                                                | Korhogo                                                                  | Mali                                                                     | 2 – 0                                                                    | Sudafrica                                                                | Coppa d'Africa 2023 - 1º turno                                           | -                                                                        | 77’                                                                      |
| 7-2-2024                                                                 | Bouaké                                                                   | Nigeria                                                                  | 1 – 1 dts (4 – 2 dtr)                                                    | Sudafrica                                                                | Coppa d'Africa 2023 - Semifinale                                         | -                                                                        | 75’                                                                      |
| 10-2-2024                                                                | Abidjan                                                                  | Sudafrica                                                                | 0 – 0 (6 – 5 dtr)                                                        | RD del Congo                                                             | Coppa d'Africa 2023 - Finale 3º posto                                    | -                                                                        |                                                                          |
| 26-3-2024                                                                | Baraki                                                                   | Algeria                                                                  | 3 – 3                                                                    | Sudafrica                                                                | Amichevole                                                               | -                                                                        |                                                                          |
| Totale                                                                   |                                                                          | Presenze                                                                 | 32                                                                       |                                                                          | Reti                                                                     | 1                                                                        |                                                                          |